# Centro de Estudos Judiciários
O Centro de Estudos Judiciários, ou CEJ, é o estabelecimento de formação oficial de juízes e procuradores em Portugal, encontrando-se na dependência do Ministério da Justiça. Foi criada em 1979 e a sua sede situa-se no Largo do Limoeiro, em Santa Maria Maior, Lisboa.

## História
O CEJ foi criado em 1979 com o objetivo de institucionalizar a formação profissional dos magistrados judiciais e do Ministério Público (juízes e procuradores) em Portugal, tendo entrado em atividade no ano seguinte. A criação da escola marcou a autonomização das carreiras de juiz e de procurador.
O sítio do Largo do Limoeiro onde funciona a sede do CEJ desde a sua criação já albergou residências reais, tribunais e cárceres ao longo da história.

## Organização interna
A estrutura organizativa do CEJ é composta pelo Diretor, o Conselho Geral, o Conselho Pedagógico e o Conselho de Disciplina.

### Diretores
Desde a sua criação, o CEJ foi dirigido por:
- António Miguel Caeiro, juiz conselheiro (1979–1981)
- Álvaro Laborinho Lúcio, procurador-geral adjunto (1981–1990)
- Armando Acácio Gomes Leandro, juiz conselheiro (1990–1998)
- José Fernando Pereira Baptista, juiz desembargador (1998–2001)
- Mário Silva Tavares Mendes, juiz desembargador (2001–2004)
- Anabela Rodrigues, professora universitária (2004–2010)
- Ana Luísa Passos Martins da Silva Geraldes, juíza desembargadora (2010–2011)
- António Pedro Barbas Homem, professor universitário (2011–2016)
- João Manuel da Silva Miguel, juiz conselheiro (2016-2022)
- Fernando Vaz Ventura, juiz desembargador (desde 2022)